# بورکل ال شفت
بورکل ال شفت (به هلندی: Borkel en Schaft) یک منطقهٔ مسکونی در هلند است که در فالکنس‌وارد واقع شده‌است. بورکل ال شفت ۵۷۵ نفر جمعیت دارد.